# Parlamentswahl in Bulgarien 2014
- BSP: 39
- ABW: 11
- DPS: 38
- RB: 23
- GERB: 84
- PF: 19
- BBZ: 15
- Ataka: 11

Die Parlamentswahl in Bulgarien 2014 fand am 5. Oktober 2014 statt und bestimmte die 240 Abgeordneten des Narodno Sabranie. Zu den vorgezogenen Neuwahlen kam es, nachdem die vorherige, von den Sozialisten gestützte Regierung Orescharski im Juli des Jahres nach nur 14 Monaten Amtszeit und ebenso langen Protesten zurücktrat. Die konservative GERB wurde erneut Sieger der Wahl, während das Bündnis der Sozialisten BSP – Linkes Bulgarien mehr als zehn Prozentpunkte verlor. Dank neuer Parteienbündnisse schafften es neben den vier bereits vertretenen Parteien auch der konservative Reformblock, die nationalistische Patriotische Front und die rechte Partei Bulgarien ohne Zensur über die Sperrklausel. Ebenso zog die BSP-Abspaltung Alternative für die Bulgarische Wiedergeburt knapp ein.
Nach vierwöchigen Verhandlungen bestätigte das Parlament die Regierungskoalition aus GERB und Reformblock, die zwar selber nur 107 Mandate besaßen, aber auf die Unterstützung der Patriotischen Front und ABWs zählen konnten.

## Spitzenkandidaten

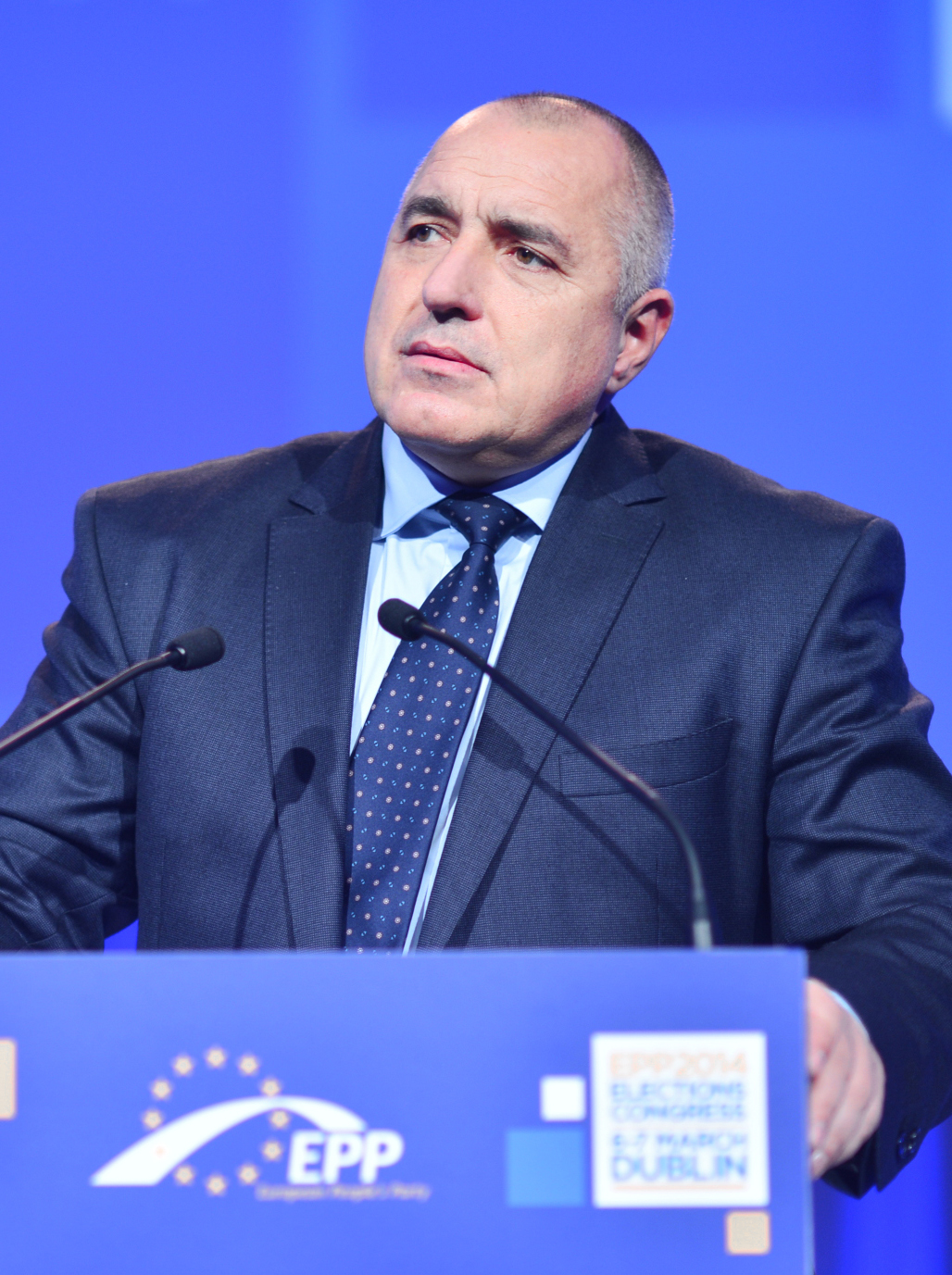
Bojko Borissow GERB
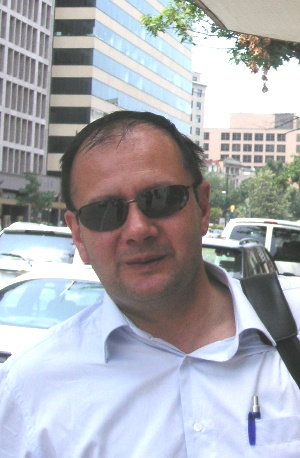
Michail Mikow BSP
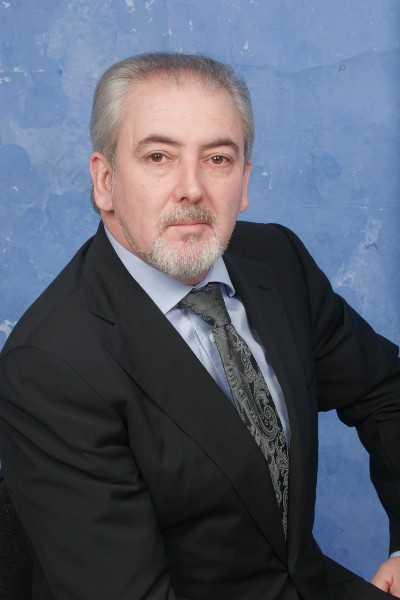
Ljutwi Mestan DPS
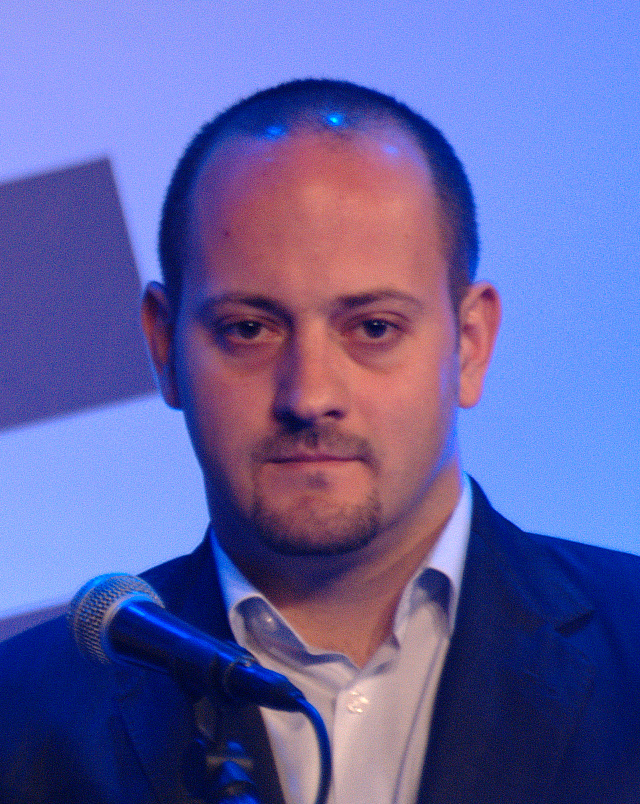
Radan Kanew RB
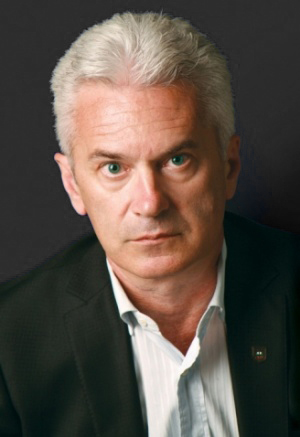
Wolen Siderow Ataka
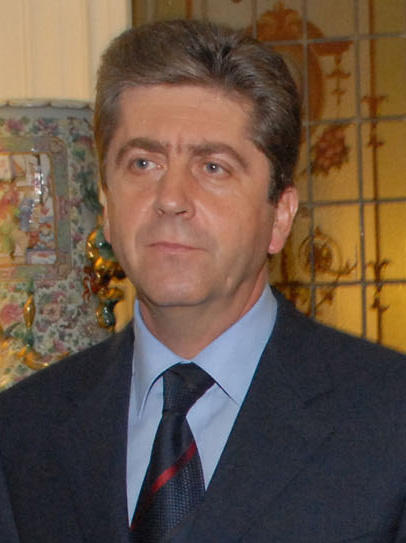
Georgi Parwanow ABW

## Parteien
| #  | Liste | Parteien                                                                                               |
| -- | --- | --- |
| 1  | Bewegung 21 Dwischenie 21                                                                                | Bewegung 21 Dwischenie 21                                                                              |
| 2  | Balgarska Sozialdemokrazija                                                                              | Balgarska Sozialdemokrazija                                                                            |
| 3  | Balgarski Nazionalen Sajus – Nowa Demokrazija                                                            | Balgarski Nazionalen Sajus – Nowa Demokrazija                                                          |
| 4  | Nowoto Wreme                                                                                             | Nowoto Wreme                                                                                           |
| 5  | Obedinena Balgarija (OB)                                                                                 | Obedinena Balgarija (OB)                                                                               |
| 6  | Sozialdemokratitscheska Partija (SDP)                                                                    | Sozialdemokratitscheska Partija (SDP)                                                                  |
| 7  | Reformblock (RB) Reformatorski Blok                                                                      | Balgarski Semedelski Naroden Sajus                                                                     |
| 7  | Reformblock (RB) Reformatorski Blok                                                                      | Dwischenie Balgarija na Graschdanite                                                                   |
| 7  | Reformblock (RB) Reformatorski Blok                                                                      | Demokraten für ein starkes Bulgarien (DSB) Demokrati sa Silna Balgarija                                |
| 7  | Reformblock (RB) Reformatorski Blok                                                                      | Narodna Partija Swoboda i Dostojnstwo                                                                  |
| 7  | Reformblock (RB) Reformatorski Blok                                                                      | Union der Demokratischen Kräfte (SDS) Sajus na Demokratitschnite Sili                                  |
| 7  | Reformblock (RB) Reformatorski Blok                                                                      | Bulgarische Neue Demokratie Balgarska Nowa Demokrazija                                                 |
| 7  | Reformblock (RB) Reformatorski Blok                                                                      | Christijandemokratitscheska Partija na Balgarija                                                       |
| 8  | Nowa Balgarija                                                                                           | Nowa Balgarija                                                                                         |
| 9  | GERB | GERB                                                                                                   |
| 10 | Obschtestwo sa Nowa Balgarija                                                                            | Obschtestwo sa Nowa Balgarija                                                                          |
| 11 | Ataka | Ataka                                                                                                  |
| 12 | Nationale Bewegung für Stabilität und Fortschritt (NDSW) Nazionalno Dwischenie sa Stabilnost i Waschod   | Nationale Bewegung für Stabilität und Fortschritt (NDSW) Nazionalno Dwischenie sa Stabilnost i Waschod |
| 13 | Bulgarien ohne Zensur (BBZ) Balgarija bes zensura                                                        | Bulgarien ohne Zensur (BBZ) Balgarija bes zensura                                                      |
| 13 | Bulgarien ohne Zensur (BBZ) Balgarija bes zensura                                                        | Semedelski Naroden Sajus                                                                               |
| 13 | Bulgarien ohne Zensur (BBZ) Balgarija bes zensura                                                        | Dwischenie Gergjowden                                                                                  |
| 13 | Bulgarien ohne Zensur (BBZ) Balgarija bes zensura                                                        | LIDER                                                                                                  |
| 13 | Bulgarien ohne Zensur (BBZ) Balgarija bes zensura                                                        | Balgarski Demokratitschen Sajus „Radikali“                                                             |
| 13 | Bulgarien ohne Zensur (BBZ) Balgarija bes zensura                                                        | Sajus na Swobodnite Demokrati                                                                          |
| 13 | Bulgarien ohne Zensur (BBZ) Balgarija bes zensura                                                        | Partija na Balgarskite Scheni                                                                          |
| 14 | Alternative für die Bulgarische Wiedergeburt (ABW) Koalizija ABW – Alternatiwa sa Balgarsko Wasraschdane | Alternative für die Bulgarische Wiedergeburt (ABW) Alternatiwa sa Balgarsko Wasraschdane               |
| 14 | Alternative für die Bulgarische Wiedergeburt (ABW) Koalizija ABW – Alternatiwa sa Balgarsko Wasraschdane | Balgarska Partija Liberali                                                                             |
| 14 | Alternative für die Bulgarische Wiedergeburt (ABW) Koalizija ABW – Alternatiwa sa Balgarsko Wasraschdane | Obedinen Blok na Truda Balgarski Lejbaristi                                                            |
| 14 | Alternative für die Bulgarische Wiedergeburt (ABW) Koalizija ABW – Alternatiwa sa Balgarsko Wasraschdane | Federazija Aktiwno Graschdansko Obschtestwo                                                            |
| 15 | Lewizata i Selena Partija                                                                                | Grüne Partei Selena Partija                                                                            |
| 15 | Lewizata i Selena Partija                                                                                | Balgarskata Lewiza                                                                                     |
| 16 | Nowa Alternatiwa                                                                                         | Nowa Alternatiwa                                                                                       |
| 17 | Desnite                                                                                                  | Balgarski Demokratitscheski Forum                                                                      |
| 17 | Desnite                                                                                                  | Edinna Narodna Partija                                                                                 |
| 17 | Desnite                                                                                                  | Siljo Edinstwo                                                                                         |
| 18 | Bewegung für Rechte und Freiheiten (DPS) Dwischenie sa Prawa i Swobodi                                   | Bewegung für Rechte und Freiheiten (DPS) Dwischenie sa Prawa i Swobodi                                 |
| 19 | Glas naroden                                                                                             | Glas naroden                                                                                           |
| 20 | Partija na selenite                                                                                      | Partija na selenite                                                                                    |
| 21 | Nowa Sila                                                                                                | Nowa Sila                                                                                              |
| 22 | BSP – Linkes Bulgarien (BSP–LB) BSP – Ljawa Balgarija                                                    | Bulgarische Sozialistische Partei (BSP) Balgarska Sozialistitscheska Partija                           |
| 22 | BSP – Linkes Bulgarien (BSP–LB) BSP – Ljawa Balgarija                                                    | Partija Balgarski Sozialdemokrati                                                                      |
| 22 | BSP – Linkes Bulgarien (BSP–LB) BSP – Ljawa Balgarija                                                    | Dwischenie sa sozialen chumanisam                                                                      |
| 22 | BSP – Linkes Bulgarien (BSP–LB) BSP – Ljawa Balgarija                                                    | Ewropejska Sigurnost i Integrazija                                                                     |
| 22 | BSP – Linkes Bulgarien (BSP–LB) BSP – Ljawa Balgarija                                                    | Komunistitscheska Partija na Balgarija                                                                 |
| 22 | BSP – Linkes Bulgarien (BSP–LB) BSP – Ljawa Balgarija                                                    | Semedelski Sajus „Aleksandar Stambolijski“                                                             |
| 22 | BSP – Linkes Bulgarien (BSP–LB) BSP – Ljawa Balgarija                                                    | Nowa Sora                                                                                              |
| 22 | BSP – Linkes Bulgarien (BSP–LB) BSP – Ljawa Balgarija                                                    | Polititschesko Dwischenie Ewroroma                                                                     |
| 22 | BSP – Linkes Bulgarien (BSP–LB) BSP – Ljawa Balgarija                                                    | Sozialdemokrati                                                                                        |
| 22 | BSP – Linkes Bulgarien (BSP–LB) BSP – Ljawa Balgarija                                                    | Partija na Balgarskite Komunisti                                                                       |
| 22 | BSP – Linkes Bulgarien (BSP–LB) BSP – Ljawa Balgarija                                                    | Ekoglasnost                                                                                            |
| 22 | BSP – Linkes Bulgarien (BSP–LB) BSP – Ljawa Balgarija                                                    | Obedinena Sozialdemokrazija                                                                            |
| 22 | BSP – Linkes Bulgarien (BSP–LB) BSP – Ljawa Balgarija                                                    | Sajus na Komunistite w Balgarija                                                                       |
| 23 | Selenite                                                                                                 | Selenite                                                                                               |
| 24 | Patriotische Front (PF) Patriotitschen Front                                                             | Nationale Front für die Rettung Bulgariens Nazionalen Front sa Spassenie na Balgarija                  |
| 24 | Patriotische Front (PF) Patriotitschen Front                                                             | IMRO – Bulgarische Nationale Bewegung WMRO – Balgarsko nazionalno dwischenie                           |
| 25 | Republika BG                                                                                             | Republika BG                                                                                           |

## Umfragen
| Umfrageergebnisse                 | Umfrageergebnisse  | Umfrageergebnisse | Umfrageergebnisse | Umfrageergebnisse | Umfrageergebnisse | Umfrageergebnisse | Umfrageergebnisse | Umfrageergebnisse | Umfrageergebnisse | Umfrageergebnisse | Umfrageergebnisse |
| Quelle                            | Datum              | GERB              | BSP               | DPS               | Ataka             | RB                | BBZ               | NFSB/PF           | ABW               | Sonstige          | Gesamt            |
| --------------------------------- | ------------------ | ----------------- | ----------------- | ----------------- | ----------------- | ----------------- | ----------------- | ----------------- | ----------------- | ----------------- | ----------------- |
| Sova Haris                        | 21. Juli 2013      | 16,9 %            | 19,3 %            | 7,8 %             | 2,3 %             | 3,9 %             | –                 | 2,3 %             | –                 | 1,8 %             | 54,3 %            |
| Alpha Research                    | 27. August 2013    | 15,6 %            | 18,4 %            | 5,8 %             | 1,5 %             | 7,6 %             | –                 | 3,1 %             | –                 | 21,6 %            | 73,6 %            |
| Alpha Research                    | 25. September 2013 | 15,6 %            | 17,9 %            | 5,8 %             | 1,5 %             | 7,6 %             | –                 | 3,1 %             | –                 | 21,6 %            | 73,6 %            |
| Institute for Modern Politics     | 28. September 2013 | 16,6 %            | 18,5 %            | 5,8 %             | 1,4 %             | 5,6 %             | –                 | 1,9 %             | –                 | 16,5 %            | 66,3 %            |
| AFIS                              | 29. September 2013 | 19,9 %            | 21,2 %            | 6,5 %             | 2,5 %             | 3,3 %             |                   | 2,8 %             | –                 | 7,8 %             | 64,0 %            |
| Sova Haris                        | 24. October 2013   | 19,5 %            | 21,7 %            | 5,3 %             | 2,0 %             | 3,8 %             | 2,4 %             | 1,9 %             | –                 | 0,7 %             | 57,3 %            |
| Alpha Research                    | 31. Oktober 2013   | 16,5 %            | 16,9 %            | 6,1 %             | 3,0 %             | 6,4 %             | –                 | 2,6 %             | –                 | 8,2 %             | 59,7 %            |
| Institute for Modern Politics     | 10. November 2013  | 26,2 %            | 26,2 %            | 8,1 %             | 1,3 %             | 8,2 %             | 6,1 %             | 1,9 %             | –                 | –                 | 78,0 %            |
| Mediana                           | 18. November 2013  | 16,9 %            | 22,8 %            | 7,6 %             | 2,8 %             | 8,6 %             | 4,3 %             | 2,9 %             | –                 | 2,9 %             | 68,8 %            |
| Gallup                            | 19. November 2013  | 18,1 %            | 21,4 %            | 5,9 %             | 2,4 %             | 6,7 %             | –                 | –                 | –                 | –                 | 54,5 %            |
| Sova Haris                        | 4. Dezember 2013   | 16,3 %            | 21,3 %            | 5,5 %             | 2,7 %             | 4,3 %             | 3,0 %             | 1,3 %             | –                 | 1,2 %             | 55,6 %            |
| Alpha Research                    | 8. Dezember 2013   | 15,8 %            | 16,5 %            | 6,1 %             | 2,7 %             | 6,9 %             | –                 | 3,5 %             | –                 | 9,7 %             | 61,2 %            |
| AFIS                              | 12. Dezember 2013  | 18 %              | 22 %              | 5 %               | 2 %               | 5 %               | 3 %               | 1 %               | –                 | 10 %              | 66 %              |
| Focus                             | 13. Dezember 2013  | 23,5 %            | 22,3 %            | 5,5 %             | 2,7 %             | 5,8 %             | 3 %               | 3 %               | –                 | –                 | 65,8 %            |
| Institute for Modern Politics     | 17. Dezember 2013  | 21,0 %            | 21,2 %            | 4,8 %             | 1,9 %             | 4,8 %             | 5,0 %             | 1,9 %             | –                 | –                 | 60,6 %            |
| Gallup                            | 18. Dezember 2013  | 18,0 %            | 22,8 %            | 6,1 %             | 1,8 %             | 4,8 %             | 2,1 %             | 1,6 %             | –                 | 3,5 %             | 60,7 %            |
| Sova Haris                        | 15. Januar 2014    | 18,4 %            | 19,5 %            | 6,8 %             | 2,3 %             | 4,2 %             | 3,0 %             | 1,5 %             | –                 | 0,8 %             | 56,5 %            |
| Gallup                            | 16. Januar 2014    | 18,1 %            | 21,6 %            | 5,8 %             | 1,5 %             | 4,8 %             | 2,5 %             | 2,1 %             | –                 | 3,5 %             | 59,9 %            |
| Modern Institute for Politics     | 31. Januar 2014    | 19,8 %            | 20,5 %            | 4,3 %             | 1,6 %             | 4,5 %             | 5,6 %             | 1,5 %             | 1,0 %             | 4,0 %             | 62,8 %            |
| Gallup                            | 13. März 2014      | 19,9 %            | 19,0 %            | 6,0 %             | 2,5 %             | 3,6 %             | 4,9 %             | 1,8 %             | 1,8 %             | –                 | 59,6 %            |
| Sova Haris                        | 25. März 2014      | 21,7 %            | 22,3 %            | 7,6 %             | 2,3 %             | 3,1 %             | 7,0 %             | 0,9 %             | 2,6 %             | 0,7 %             | 68,2 %            |
| Sova Haris                        | 28. April 2014     | 17,2 %            | 19,8 %            | 6,6 %             | 2,2 %             | 3,8 %             | 6,0 %             | 1,8 %             | 2,4 %             | 0,4 %             | 60,2 %            |
| Center for Analysis and Marketing | 30. April 2014     | 19,7 %            | 16,0 %            | 8,2 %             | –                 | 4,8 %             | 4,6 %             | –                 | –                 | –                 | 53,3 %            |
| Focus                             | 23. Mai 2014       | 24 %              | 26 %              | 12,5 %            | 4,5 %             | 5,5 %             | 9,5 %             | 4,5 %             | –                 | –                 | 86,5 %            |
| Sova Haris                        | 21. Juli 2014      | 23 %              | 15,2 %            | 8 %               | 1,3 %             | 4 %               | –                 | 1 %               | 2,7 %             | –                 | 55,2 %            |
| Modern Institute for Politics     | 25. Juli 2014      | 27,2 %            | 13,5 %            | 7,3 %             | 2,4 %             | 4,5 %             | 6,0 %             | 2,4 %             | 4,0 %             | 4,9 %             | 72,2 %            |
| Gallup                            | 14. August 2014    | 23,4 %            | 15,9 %            | 7,8 %             | 1,7 %             | 4,2 %             | 4,7 %             | 3,1 %             | 2,4 %             | 2,9               | 66,1 %            |
| AFIS                              | 24. August 2014    | 31,3 %            | 22,7 %            | 10,1 %            | 3,2 %             | 6,3 %             | 4,5 %             | 4,1 %             | 4,9 %             | 12,9 %            | 100 %             |
| Sova Haris                        | 30. August 2014    | 43,2 %            | 31,4 %            | 11 %              | –                 | 7,1 %             | 7,3 %             | –                 | –                 | –                 | 100 %             |
| Mediana                           | 1. September 2014  | 26,8 %            | 17,5 %            | 9,2 %             | 3,7 %             | 4,4 %             | 4,7 %             | 4,3 %             | 3,3 %             | –                 | 73,9 %            |
| Quelle                            | Datum              | GERB              | BSP               | DPS               | Ataka             | RB                | BBZ               | PF                | ABW               | Sonstige          | Gesamt            |

## Ergebnis
| Listen            | Listen                                                                                                   | Stimmen   | %    | Mandate | +/- |
| ----------------- | --- | --------- | ---- | ------- | --- |
|                   | GERB | 1.072.491 | 32,7 | 84      | −13 |
|                   | BSP – Linkes Bulgarien (BSP–LB) BSP – Ljawa Balgarija                                                    | 505.527   | 15,4 | 39      | −45 |
|                   | Bewegung für Rechte und Freiheiten (DPS) Dwischenie sa Prawa i Swobodi                                   | 487.134   | 14,8 | 38      | +2  |
|                   | Reformblock (RB) Reformatorski Blok – BSNS, DBG, DSB, NPSD, SDS                                          | 291.806   | 8,9  | 23      | +23 |
|                   | Patriotische Front (PF) Patriotitschen Front – NFSB i WMRO                                               | 239.101   | 7,3  | 19      | +19 |
|                   | Bulgarien ohne Zensur (BBZ) Balgarija bes zensura                                                        | 186.938   | 5,7  | 15      | +15 |
|                   | Ataka | 148.262   | 4,5  | 11      | −12 |
|                   | Alternative für die Bulgarische Wiedergeburt (ABW) Koalizija ABW – Alternatiwa sa Balgarsko Wasraschdane | 136.223   | 4,1  | 11      | +11 |
|                   | Bewegung 21 Dwischenie 21                                                                                | 39.221    | 1,2  | –       | –   |
|                   | Glas naroden                                                                                             | 37.335    | 1,1  | –       | –   |
|                   | Selenite                                                                                                 | 19.990    | 0,6  | –       | –   |
|                   | Republika BG                                                                                             | 18.901    | 0,6  | –       | –   |
|                   | Nowa Balgarija                                                                                           | 12.628    | 0,4  | –       | –   |
|                   | Nowa Alternatiwa                                                                                         | 11.583    | 0,4  | –       | –   |
|                   | Obedinena Balgarija (OB)                                                                                 | 10.831    | 0,3  | –       | –   |
|                   | Balgarska Sozialdemokrazija                                                                              | 9.431     | 0,3  | –       | –   |
|                   | Nationale Bewegung für Stabilität und Fortschritt (NDSW) Nazionalno Dwischenie sa Stabilnost i Waschod   | 7.917     | 0,2  | –       | –   |
|                   | Partija na selenite                                                                                      | 7.456     | 0,2  | –       | –   |
|                   | Desnite                                                                                                  | 7.234     | 0,2  | –       | –   |
|                   | Lewizata i Selena Partija                                                                                | 7.010     | 0,2  | –       | –   |
|                   | Balgarski Nazionalen Sajus – Nowa Demokrazija                                                            | 5.559     | 0,2  | –       | –   |
|                   | Nowa Sila                                                                                                | 5.553     | 0,2  | –       | –   |
|                   | Sozialdemokratitscheska Partija                                                                          | 5.398     | 0,2  | –       | –   |
|                   | Obschtestwo sa Nowa Balgarija                                                                            | 4.615     | 0,1  | –       | –   |
|                   | Nowoto Wreme                                                                                             | 3.836     | 0,1  | –       | –   |
|                   | Einzelbewerber – Oktaj Chassanow Enimechmedow                                                            | 474       | 0,0  | –       | –   |
|                   | Einzelbewerber – Nikola Nikolow Wapzarow                                                                 | 425       | 0,0  | –       | –   |
|                   | Einzelbewerber – Gospodin Tontschew Tonew                                                                | 286       | 0,0  | –       | –   |
| Gesamt            | Gesamt                                                                                                   | 3.283.192 | 100  | 240     | –   |
|                   | |           |      |         |     |
| Ungültige Stimmen | Ungültige Stimmen                                                                                        | 218.077   | 6,2  |         |     |
| Wähler            | Wähler                                                                                                   | 3.501.269 | 51,1 |         |     |
| Wahlberechtigte   | Wahlberechtigte                                                                                          | 6.858.304 |      |         |     |
|                   | |           |      |         |     |
| Quelle: CIK       | |           |      |         |     |